# Kacice (gmina)
Kacice – dawna gmina wiejska istniejąca do 1954 roku w woj. kieleckim i woj. krakowskim. Nazwa gminy pochodzi od wsi Kacice, lecz siedzibą władz gminy był Prandocin. 
Za Królestwa Polskiego gmina Kacice należała do powiatu miechowskiego w guberni kieleckiej (utworzonej w 1867). W połowie 1870 roku do gminy Kacice włączono obszar zniesionej gminy Nasiechowice.
W okresie międzywojennym gmina Kacice należała do powiatu miechowskiego w woj. kieleckim. Po wojnie gmina przez bardzo krótki czas zachowała przynależność administracyjną, lecz już 1 kwietnia 1945 roku została wraz z całym powiatem miechowskim przyłączona do woj. krakowskiego. Według stanu z dnia 1 lipca 1952 roku gmina składała się z 11 gromad: Dziewięcioły, Janikowice, Januszowice, Kacice, Lipna Wola, Muniakowice, Nasiechowice, Prandocin, Prandocin Iły, Prandocin Wysiółek i Wężerów.
Jednostka została zniesiona 29 września 1954 roku wraz z reformą wprowadzającą gromady w miejsce gmin. Po reaktywowaniu gmin z dniem 1 stycznia 1973 roku gminy Kacice nie przywrócono, a jej dawny obszar wszedł głównie w skład nowej gminy Słomniki w tymże powiecie.